# Fehérvári László
Fehérvári László családi nevén Hertlein (Gyulafehérvár, 1926. június 9. – Bad-Nauheim, 1992. április 14.) magyar jogász, művészeti író, zenekritikus.

## Életútja
Középiskolát szülővárosában és Kolozsvárt végzett. 1948-ban a Bolyai Tudományegyetemen jogtudományi diplomát szerzett. 1973-tól rendszeresen tájékoztatta az Igazság s egyes hetilapok olvasóit a két kolozsvári operaház előadásairól; évadvégi eseményösszefoglalást, művészportrékat közölt.